# 国鉄ホキ5500形貨車
国鉄ホキ5500形貨車（こくてつホキ5500がたかしゃ）は、かつて日本国有鉄道（国鉄）に在籍したホッパ車である。

## 概要
本形式はセメント輸送用として1961年（昭和36年）7月3日に2両（オホキ5500、オホキ5501）、同年8月1日に2両（オホキ5502、オホキ5503）の合計4両（オホキ5500 - オホキ5503）が三菱重工業にて製作された50 t積の私有貨車である。
記号番号表記は特殊標記符号「オ」（全長が12 m をこえるホッパ車）を前置し「オホキ」と標記する。
落成当時の所有者は野沢石綿セメントの1社のみであった。1966年（昭和41年）5月17日に車籍が住友セメントに変更になったが、これは同社との合併によるものである。
落成当時は、近江鉄道多賀線の多賀駅（現在の多賀大社前駅）を常備駅としていたが、合併に伴い東武鉄道大叶線上白石駅に変更になった。3年後の1969年（昭和44年）6月には、七尾駅（旧七尾線）に変更になった。
積載荷重50 tというサイズは、日本最大のホッパ車であった。このため、軸重を抑えるために3軸ボキー台車TR78が採用された。私有貨車で本形式の他に、3軸ボキー台車を使用しているホッパ車は皆無である。（国鉄所有貨車も含めば、1960年（昭和35年）製造のホキ500形（後のホキ2900形）がすでにあった。）
エアスライド式有蓋ホッパ車であり、全長は15,480 mm、全幅は2,706 mm、全高は3,815 mm、台車中心間距離は10,000 mm、実容積は45.0 m3、自重は26.1 tで、換算両数は積車7.5、空車2.8である。
1978年（昭和53年）8月11日に2両（オホキ5500、オホキ5501）が、そして1982年（昭和57年）12月24日に2両（オホキ5502、オホキ5503）がそれぞれ廃車になり形式消滅した。

## 年度別製造数
各年度による製造会社と両数、所有者は次のとおりである。（所有者は落成時の社名）
- 昭和36年度 - 4両
  - 三菱重工業 2両 野沢石綿セメント （オホキ5500 - オホキ5501）
  - 三菱重工業 2両 野沢石綿セメント （オホキ5502 - オホキ5503）